# Cencrea
Cencrea è un modesto insediamento costiero incluso nel comune di Corinto, nella prefettura di Corinzia. Più significativo il suo rilievo storico e archeologico: situata circa 7 km a sud-ovest di Corinto e affacciata sul golfo Saronico, la città di Cencrea fu infatti, durante il periodo classico, uno dei due porti marittimi della polis dorica ed uno dei più importanti scali commerciali greci. Dal porto di Cencrea (Κεγχρειά) partivano le rotte commerciali verso il Mar Egeo, mentre dal porto di Lecheo (Λέχαιον), nel golfo di Corinto, quelle verso le colonie di Corinto in Magna Grecia. I due porti alloggiavano, inoltre, la flotta militare della città-stato peloponnesiaca.
A seguito della rifondazione di Corinto come colonia romana nel 44 a.C., il centro portuale conobbe, almeno fino al IV secolo, un periodo di rinascita e rinnovato splendore come attestato dalle scoperte archeologiche effettuate nella seconda metà del XX secolo. 
La cittadina ospitò, assieme a Corinto, una delle prime comunità cristiane. Viene, infatti, citata da Paolo di Tarso nella Lettera ai Romani in cui l'apostolo rivolge i suoi saluti a Febe, diaconessa della chiesa di Cencrea; un riferimento che permette di datarne la costituzione tra il 50 e il 58.
Cencrea è anche il nome di una fonte situata tra Argo e Tegea citata da Eschilo in Prometeo incatenato v. 676.

## Eventi nel corso della guerra del Peloponneso
Tucidide cita Cencrea una prima volta, nella sua Storia della guerra del Peloponneso, quando riferisce che, a seguito dello sbarco notturno di un contingente ateniese nei pressi di Soligea, un villaggio nelle vicinanze, i Corinzi, prima di marciare contro gli Ateniesi, lasciano metà del loro esercito presso il porto di Cencrea per proteggere la città di Crommione, loro possesso, da un eventuale attacco.
Cencrea viene menzionata più volte dallo storico greco come base di partenza della flotta peloponnesiaca che, nel corso di alterne vicende belliche, cerca di raggiungere Chio per fornire supporto alla ribellione dell'isola contro Atene. Gli episodi avvengono nel contesto della fase deceleica della Guerra del Peloponneso che segue alla disastrosa sconfitta di Atene nella spedizione in Sicilia. La città dell'Attica è in una posizione critica, politicamente e militarmente indebolita e in grave crisi finanziaria, con le città ioniche sottomesse che tramano per rovesciarne l'egemonia e gli Spartani pronti a dare loro supporto alleandosi con i Persiani.

## Scoperte archeologiche
Tra il 1962 e il 1969 nella baia di Cencrea vennero condotti degli scavi dalla American School of Classical Studies sotto la direzione dell'archeologo Robert Scranton. Questi scavi e quelli successivi negli anni settanta riportarono alla luce diversi edifici, parzialmente sommersi, che attestano l'importanza dell'insediamento portuale, in particolare sotto l'impero romano, dopo la rifondazione di Corinto.
Grazie alle ricerche effettuate, si è potuta ricostruire la pianta del porto e mappare la disposizione delle strutture portuali. In particolare, è stata rinvenuta una parte dei moli e, fra gli edifici di epoca romana, diversi magazzini per le merci, i resti di una taverna e il basamento di un grande edificio di culto ritenuto corrispondente al tempio dedicato ad Afrodite, Asclepio ed Iside, che Pausania descrive nella sua Periegesi della Grecia.
Sono stati rinvenuti, inoltre, i resti di una torre in pietra pre-romana ritenuta parte della struttura difensiva del porto e le rovine di una chiesa cristiana del IV-V secolo.

### Fonti primarie
- Tucidide, Storia della guerra del Peloponneso
- Paolo di Tarso, Lettera ai Romani
- Pausania, Ἑλλάδος περιήγησις (Periegesi della Grecia)

### Fonti secondarie
- Harry Thurston Peck, Harpers Dictionary of Classical Antiquities, 1898.
- (EL) Scheda sugli scavi archeologici dal sito del Technological Education Institute of Piraeus, su hellas.teipir.gr. URL consultato il 10 dicembre 2006 (archiviato dall'url originale il 27 settembre 2007).
- Lorenzo Rocci, Vocabolario Greco Italiano, Società Editrice Dante Alighieri, Roma 1985